# Dúbravka (potok)
Dúbravka – potok w dorzeczu Wagu na Słowacji. Powstaje w wyniku podzielenia się łożyska potoku Palúdžanka na dwa koryta. Następuje to na wysokości około 790 m w dolnej części Doliny Krzyskiej (Krížska dolina) w Niżnych Tatrach. Obydwa koryta spływają równolegle dnem Doliny Krzyskiej. Właściwe (prawe) koryto Palúdžanki znajduje się po wschodniej stronie, jej odnoga po zachodniej. Tuż po opuszczeniu Niżnych Tatr lewe koryto znów dzieli się  na dwa potoki: lewostronną Dúbravkę i prawostronny Čemník. Podział ten następuje dwukrotnie, blisko siebie, na wysokości około 750 i 730 m. Dúbravka spływa początkowo w kierunku północno-zachodnim, a potem północnym przez miejscowości Dúbrava i Ľubeľa. W osadzie Fiačice uchodzi do sztucznego zbiornika retencyjnego Liptovská Mara. Tuż przed ujściem znów dołącza do niego potok Čemník, tak, że obydwa te potoku uchodzą wspólnym korytem.
Dopływami Dúbravki są potok Črvník oraz dwa inne bezimienne potoki – wszystkie spływają dnem dolinek wciosowych wcinających się w północne stoki szczytu Hláčovo w Niżnych Tatrach.